# Station Richterich
Station Richterich (Duits: Bahnhof Richterich) was het station van Richterich, een plaats in de Duitse gemeente Aken. Het station lag aan de lijnen Aken - Kassel en Aken - Maastricht.
Heropening van een station in Richterich aan de spoorlijn Aken - Kassel wordt voorzien zodra het netwerk van de lokale spoorwegen in de Euregio Maas-Rijn geëlectrificeerd is.
Richterich ·
Vetschau ·
9: Bocholtz ·
13: Simpelveld ·
Over-Eijs ·
16: Eys-Wittem ·
19: Wijlre-Gulpen ·
22: Schin op Geul ·
Oud Valkenburg ·
25: Valkenburg ·
28: Houthem-Sint Gerlach ·
Vroenhof ·
31: Meerssen ·
Rothem ·
Vaeshartelt ·
Mariënwaard ·
34: Maastricht Noord ·
Limmel ·
37: Maastricht